# Ърл Роуланд
Ърл Роуланд (на английски: Earl Rowland) е американски баскетболист, който има и българско гражданство.
Роден е на 18 май 1983 година в Салинас, Калифорния. От 2001 година играе в университетски отбори, а от 2005 година – в професионални клубове, главно в Европа. През 2009 година получава българско гражданство, за да участва в Европейското първенство с българския национален отбор.